# Świątynia grecka

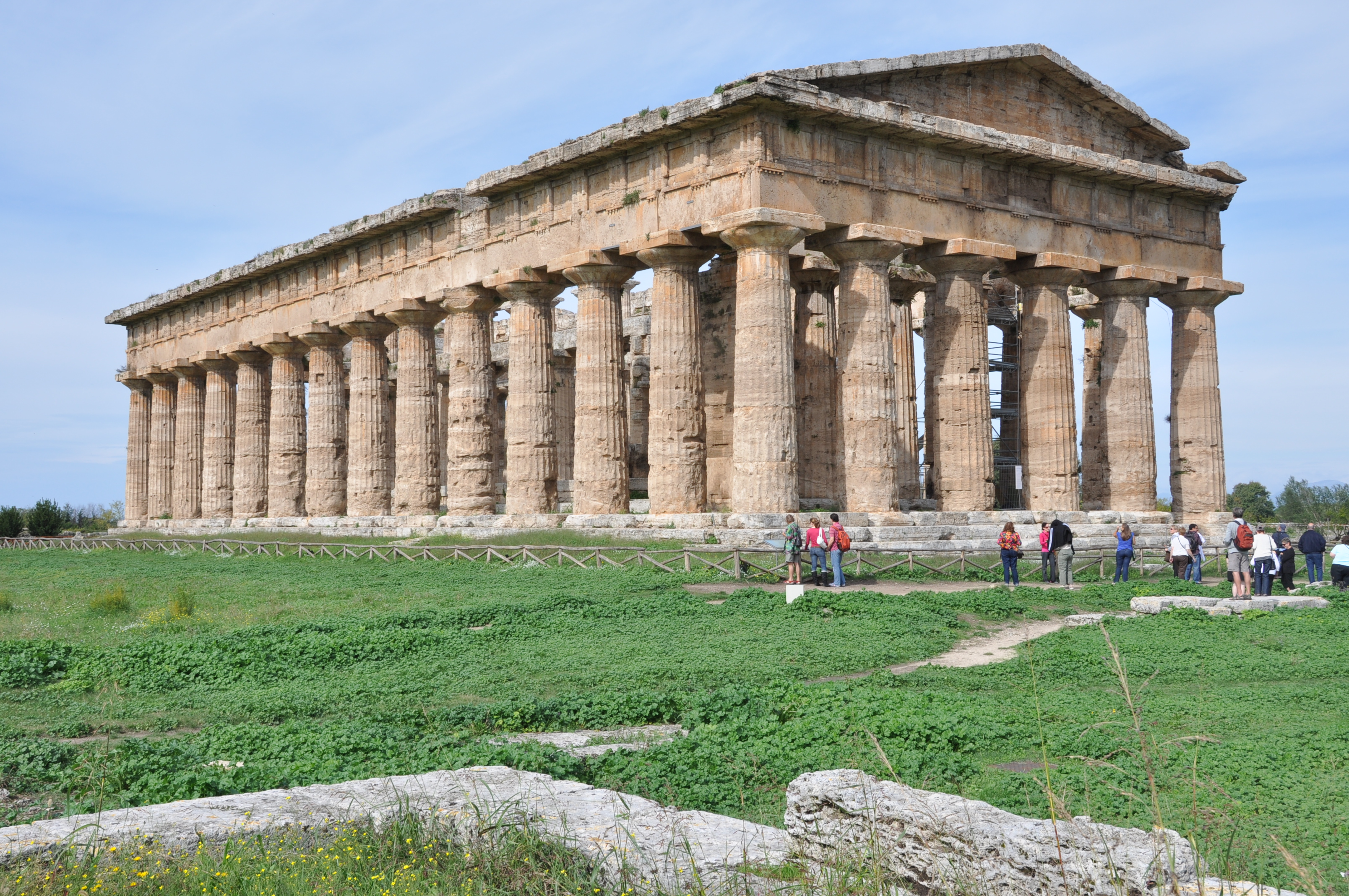
Świątynia Hery w Paestum – świątynia dorycka

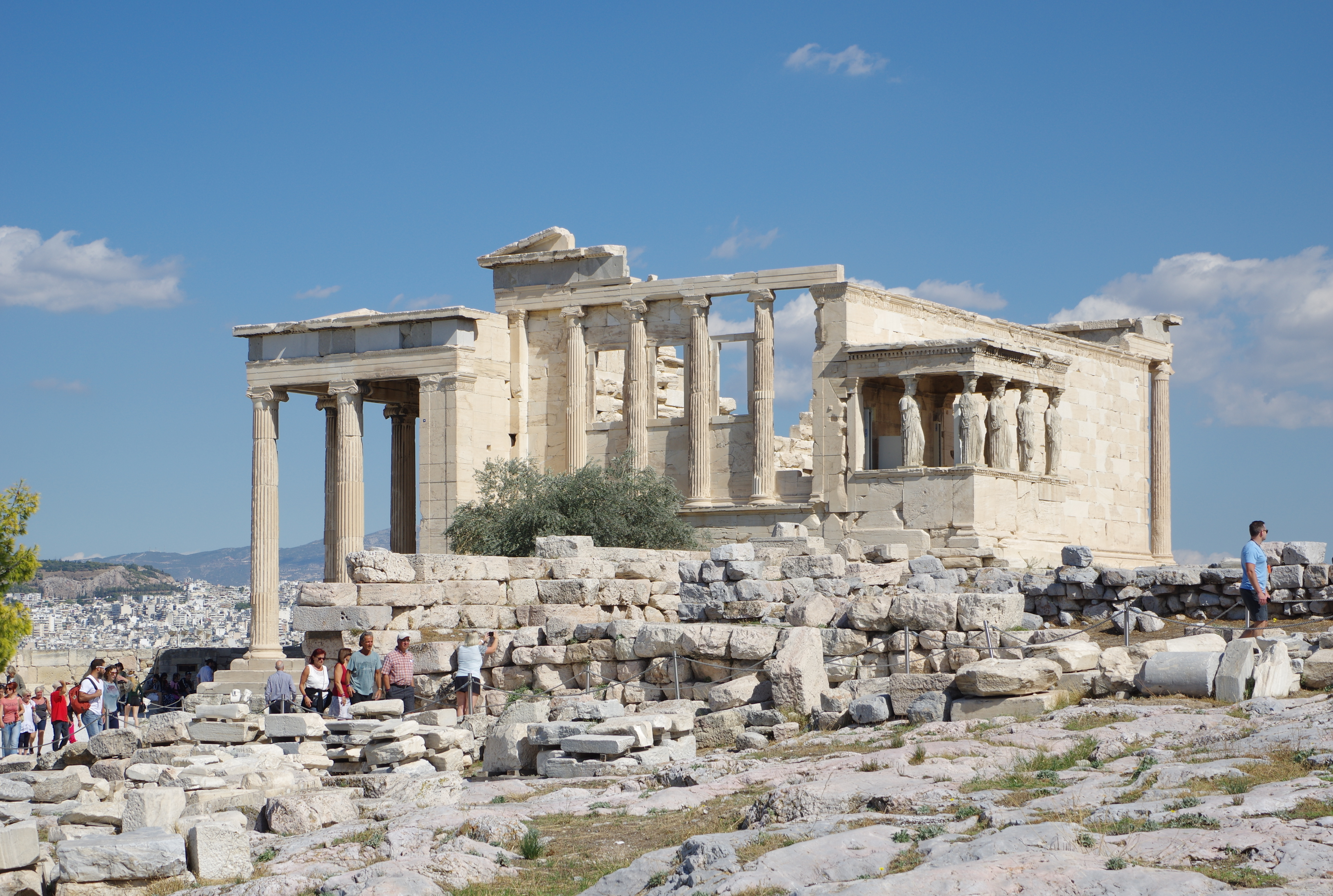
Erechtejon na Akropolu w Atenach – świątynia jońska

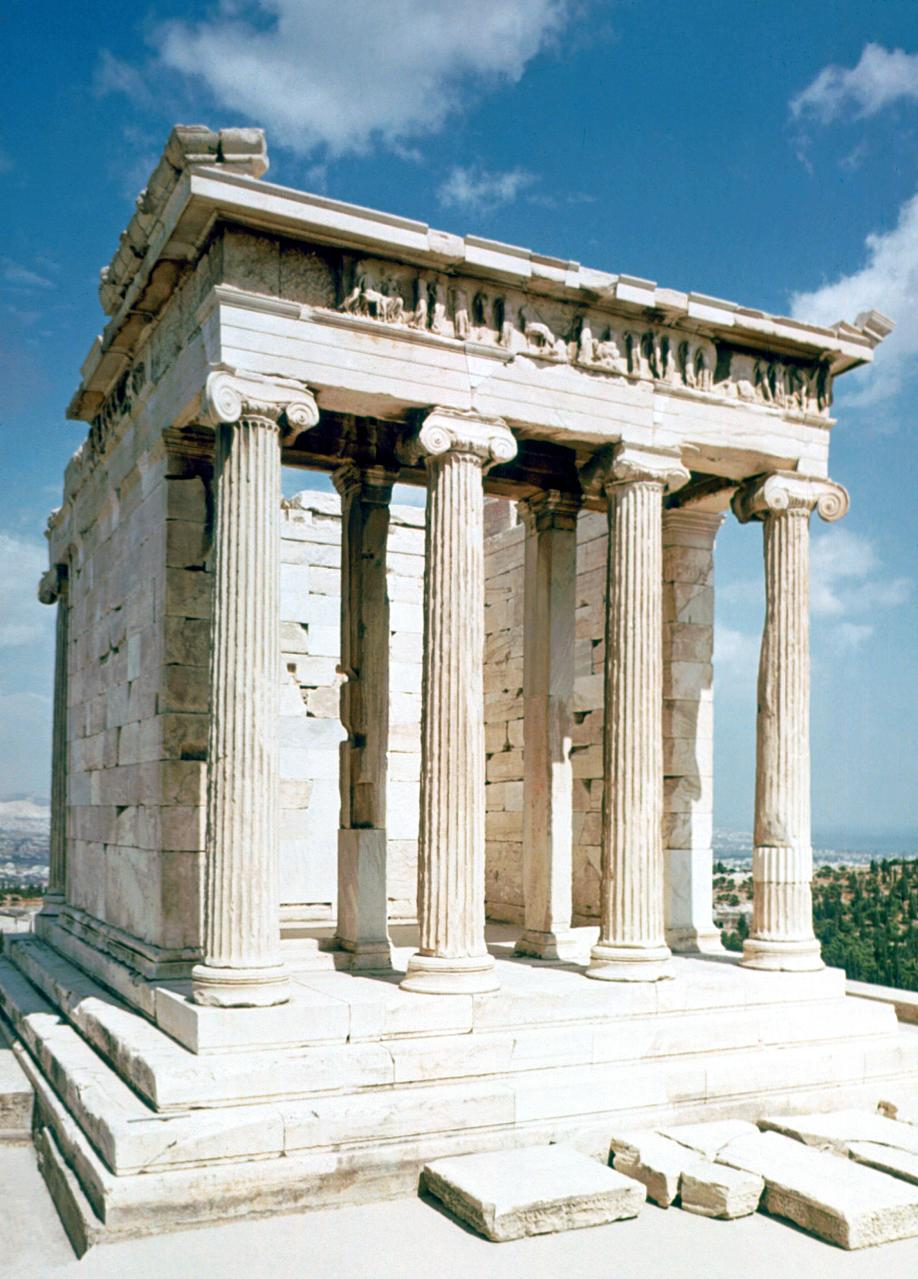
Świątynia Ateny Nike na Akropolu w Atenach

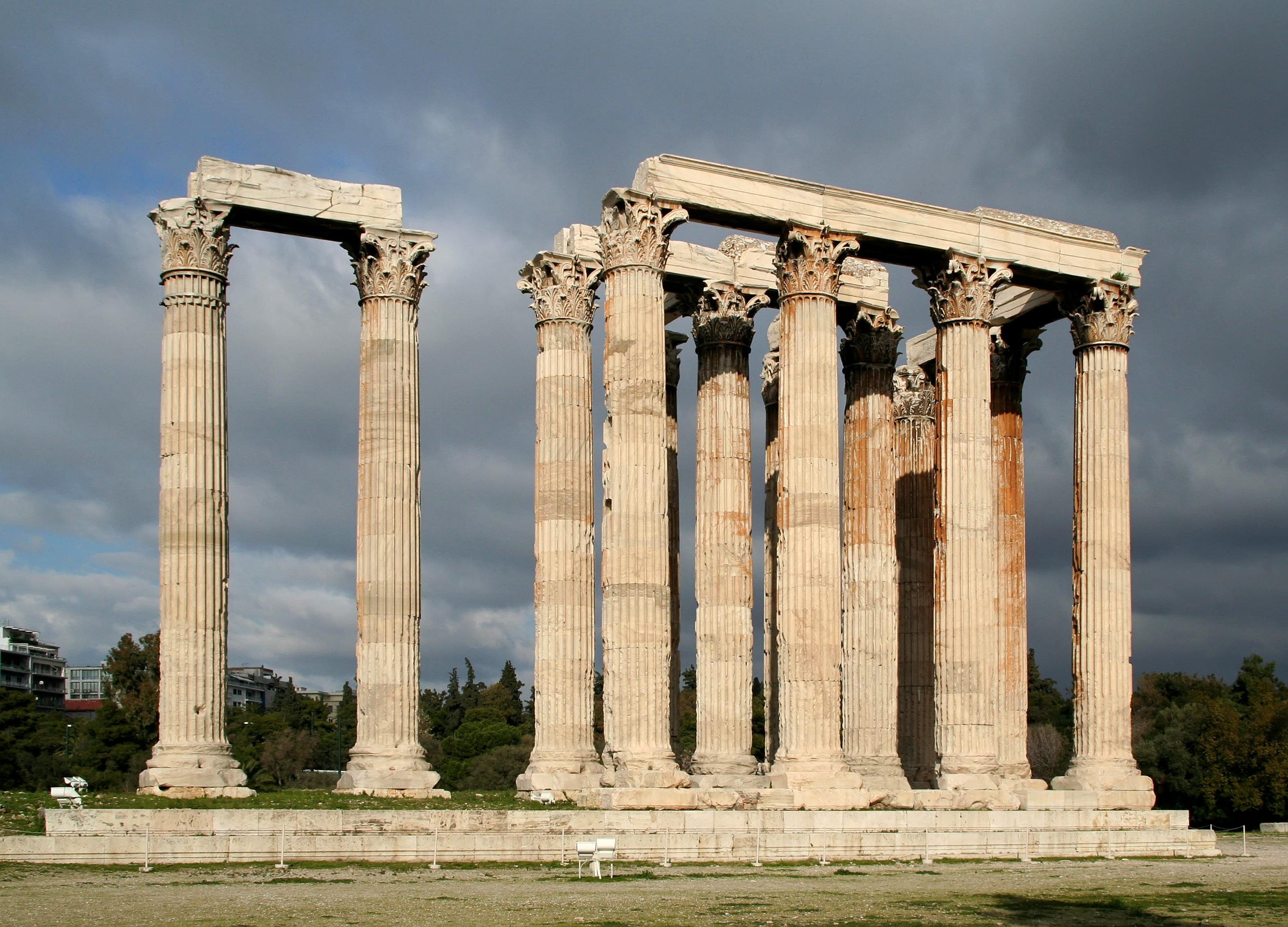
Olimpiejon w Atenach – świątynia koryncka

Świątynia grecka – budowla w starożytnej Grecji pełniąca funkcję „domu bóstwa”, mieszcząca posąg będący przedmiotem kultu.

## Historia
Pierwsze obrzędy religijne ludów greckich odbywały się pod gołym niebem, na symbolicznie wydzielonej przestrzeni nazywanej temenos. Stawiano tam ołtarz, kopiec lub kapliczkę. Przykładem takiego obszaru są Delfy. Najstarszą znaną świątynię grecką odkryto na wyspie Keos. Pochodzi ona z XVIII–XVII wiek p.n.e. Jednak okres rozwoju budowy świątyń, na podstawie zachowanych obiektów, ich ruin i wykopalisk, datuje się dopiero na czasy od VIII–VII wiek p.n.e.
Forma świątyni wykształciła się ok. 1050 p.n.e. – struktura z drewna z kolumnami otaczającymi centralne pomieszczenie. Konstrukcja ta mogła imitować temenos – z kolumnami symbolizującymi drzewa. Świątynie wznoszono początkowo z drewna i cegieł glinianych – grecki geograf Pauzaniasz w swoim opisie Olimpii wspominał o dębowej kolumnie w świątyni Hery (wczesny VI w. p.n.e.). Później do budowy świątyń używano kamienia – wapienia i marmuru.
Świątynie pochodzące z VIII w. p.n.e. mają kształt megaronu. Wzorowane są na ówczesnych domach mieszkalnych, bowiem budowano „dom bóstwa”. Pomieszczenie, w którym stał posąg – cella (naos), przykryte było płaskim dachem. Przed wejściem stały dwie kolumny. Za nimi znajdował się mały taras – pronaos – umieszczony pomiędzy dwiema wysuniętymi ścianami zakończonymi antami (templum in antis). Ten typ świątyni nazywa się distylos in antis. Przykładem takiej świątyni jest dorycka świątynia Temidy w Rammos z około roku 500 p.n.e. Częściej korzystano z takiego rozwiązania przy budowie skarbców świątynnych. Po dodaniu opistodomosu i dwóch kolumn z tyłu takiej świątyni otrzymano typ świątyni zwany amfidistylos in antis.
Dalszy rozwój świątyń to wysunięcie kolumn przed front świątyni, przy jednoczesnym skróceniu ścian bocznych. W ten sposób powstał prostylos oraz amfiprostylos – po dodaniu szeregu kolumn za świątynią (np. świątynia Nike Bezskrzydłej – Apteros w Atenach).
Kolejny etapy rozwoju świątyń greckich to otoczenie kolumnadą, najczęściej w jednym lud dwóch rzędach: peripteros (dorycka świątynia Zeusa w Olimpii), pseudoperipteros, dipteros (jońska świątynia Artemidy w Efezie) oraz pseudodipteros. Na kolumnadzie spoczywało belkowanie (architraw, fryz i gzyms) a na nim dwuspadowy dach. Pomiędzy dachem a belkowaniem, z przodu i z tyłu, znajdował się trójkątny tympanon, gładki lub wypełniony rzeźbą.

## Plan typowej świątyni greckiej
Centralną częścią świątyni był naos – cella – gdzie przechowywano posąg bóstwa, któremu poświęcona była świątynia. W tylnej części znajdował się zazwyczaj adyton. Do naosu prowadził przedsionek – pronaos – często z dwoma kolumnami pomiędzy antami. Z tyłu, za cellą mieścił się opistodomos. Naos był zazwyczaj otoczony (pojedynczą lub podwójną) kolumnadą.

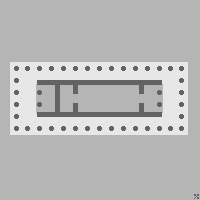
Naos
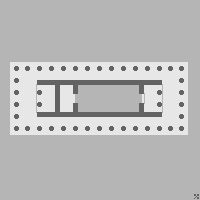
Cella
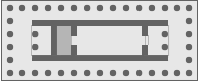
Adyton
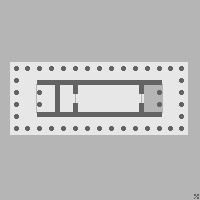
Pronaos
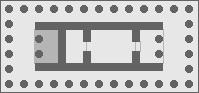
Opistodomos

## Typy świątyń greckich
źródło

### Ze względu na układ kolumn
- prostylos – z kolumnadą tylko przed pronaosem, zwykle są to cztery kolumny
  - amfiprostylos – z kolumnada, złożoną na ogół z czterech kolumn w elewacjach frontowej i tylnej, np. świątynia Ateny Nike na Akropolu w Atenach.
- peripteros (perypter) – świątynia otoczona pojedynczą kolumnadą, np. Partenon na Akropolu w Atenach.
  - pseudoperipteros (pseudoperypteros, pseudoperypter) – układ gdzie kolumnadę dookoła naosu zastąpiono półkolumnami wtopionymi w ścianę celli[5].
- dipteros (dypteros) – świątynia, którą otacza podwójna kolumnada. Szczególnie popularna w architekturze jońskiej. Najsłynniejszym przykładem dipterosu jest świątynia Artemidy w Efezie, tzw. Artemizjon
  - pseudodipteros – podobnie jak dipteros ma dwa rzędy kolumn biegnące dookoła, ale drugi rząd jest wtopiony w ścianę budynku. Pseudodipterosem był na przykład Herajon (świątynia Hery) niedaleko Paestum w południowych Włoszech.
- tripteros (trypteros) – otoczony potrójną kolumnadą, był zdecydowanie rzadziej stosowany niż peripteros i dipteros.

### Ze względu na liczbę kolumn w fasadzie
- distylos – z dwoma kolumnami w fasadzie
  - templum in antis (distylos in antis) – najprostszy typ świątyni greckiej w formie megaronu z dwoma kolumnami przed wejściem. Ściany przedsionka (pronaosu) zakończone były antami.
  - amfidistylos in antis – świątynia z ustawionymi dwoma kolumnami na tyłach świątyni
- tetrastylos – z czterema kolumnami w fasadzie
- pentastylos – z pięcioma kolumnami w fasadzie
- heksastylos – z sześcioma kolumnami w fasadzie
- heptastylos – z siedmioma kolumnami w fasadzie
- oktostylos – z ośmioma kolumnami w fasadzie
- enneastylos – z dziewięcioma kolumnami w fasadzie
- dekastylos – z dziesięcioma kolumnami w fasadzie
- dodekastylos – z dwunastoma kolumnami w fasadzie, np. dorycka świątynia Telesterion w Eleuzis (ok. 430 r. p.n.e.)

### Ze względu na odległość między kolumnami
- pyknostylos – o wąskim rozstawie kolumn (1 1/2 średnicy kolumn)
- systylos – o szerszym rozstawie kolumn niż pyknostylos (2 średnice kolumn)
- eustylos – typowy rozstaw kolumn (2 1/4 średnicy kolumn)
- diastylos – poszerzony rozstaw kolumn (3 średnice kolumn)
- aerostylos – najszerszy rozstaw kolumn (3 1/2 średnicy kolumn)

Distylos in antis
Amfidistylos in antis
Prostylos
Amfiprostylos
Peripteros
Dipteros

## Starożytne świątynie greckie
- Świątynia Apollina w Bassaj
- świątynia Apollina w Didymie
- Świątynia Apollina w Kurionie
- Świątynia Artemidy w Efezie
- Świątynia Artemidy w Brauron
- Świątynia Ateny Alea w Tegei
- Świątynia Ateny Nike
- Erechtejon
- Partenon
- Hefajstejon
- Herajon na Samos
- Świątynia Hery w Paestum
- Świątynia Posejdona na Sunionie
- Świątynia Zeusa Olimpijskiego w Atenach
- Świątynia Zeusa w Aizanoi